# ジャスティン・ロブレスキー
- ジャスティン・ウロブレスキー

ジャスティン・マイケル・ロブレスキー（Justin Michael Wrobleski, 2000年7月14日 - ）は、アメリカ合衆国イリノイ州ホフマンエステイツ出身のプロ野球選手（投手）。左投左打。MLBのロサンゼルス・ドジャース所属。

## 経歴

### プロ入り前
高校時代の2018年にMLBドラフト36巡目（全体1,078位）でシアトル・マリナーズから指名されたが、契約せずにクレムソン大学へ進学した。

### プロ入りとドジャース時代
2021年のMLBドラフト11巡目（全体342位）でロサンゼルス・ドジャースから指名されプロ入り。
2024年は傘下のAA級タルサ・ドリラーズで開幕を迎えた。6月22日にAAA級オクラホマシティ・ベースボールクラブへ昇格。7月7日にメジャー契約を結びアクティブ・ロースター入りし、同日のミルウォーキー・ブルワーズ戦に先発登板してメジャーデビューを果たした。
2025年は3月13日に日本で6年ぶりに開催するシカゴ・カブスとの東京ドームでの開幕戦「MLB東京シリーズ」の訪日選手31人に選ばれ、同日中にドジャースの一員として訪日。開幕戦に先立って開催された読売ジャイアンツとの親善試合では先発登板している。3月18日に開幕ロースター入りした。しかし、翌19日にはマット・サウアーのメジャー昇格に伴い、オプションでマイナーに降格した。同日の試合終了後にはアメリカ合衆国へ帰国した。

## 詳細情報

### 年度別投手成績
| 年 度    | 球 団    | 登 板 | 先 発 | 完 投 | 完 封 | 無 四 球 | 勝 利 | 敗 戦 | セ 丨 ブ | ホ 丨 ル ド | 勝 率 | 打 者 | 投 球 回 | 被 安 打 | 被 本 塁 打 | 与 四 球 | 敬 遠 | 与 死 球 | 奪 三 振 | 暴 投 | ボ 丨 ク | 失 点 | 自 責 点 | 防 御 率 | W H I P |
| -------- | -------- | ----- | ----- | ----- | ----- | -------- | ----- | ----- | -------- | ----------- | ----- | ----- | -------- | -------- | ----------- | -------- | ----- | -------- | -------- | ----- | -------- | ----- | -------- | -------- | ------- |
| 2024     | LAD      | 8     | 6     | 0     | 0     | 0        | 1     | 2     | 1        | 0           | .333  | 154   | 36.1     | 34       | 9           | 16       | 0     | 1        | 26       | 1     | 0        | 24    | 23       | 5.70     | 1.38    |
| MLB：1年 | MLB：1年 | 8     | 6     | 0     | 0     | 0        | 1     | 2     | 1        | 0           | .333  | 154   | 36.1     | 34       | 9           | 16       | 0     | 1        | 26       | 1     | 0        | 24    | 23       | 5.70     | 1.38    |

- 2024年度シーズン終了時

### 年度別守備成績
| 年 度 | 球 団 | 投手（P） | 投手（P） | 投手（P） | 投手（P） | 投手（P） | 投手（P） |
| 年 度 | 球 団 | 試 合     | 刺 殺     | 補 殺     | 失 策     | 併 殺     | 守 備 率  |
| ----- | ----- | --------- | --------- | --------- | --------- | --------- | --------- |
| 2024  | LAD   | 8         | 0         | 1         | 1         | 0         | .500      |
| MLB   | MLB   | 8         | 0         | 1         | 1         | 0         | .500      |

- 2024年度シーズン終了時

### 背番号
- 70（2024年 - ）